# Brettach (Kocher)

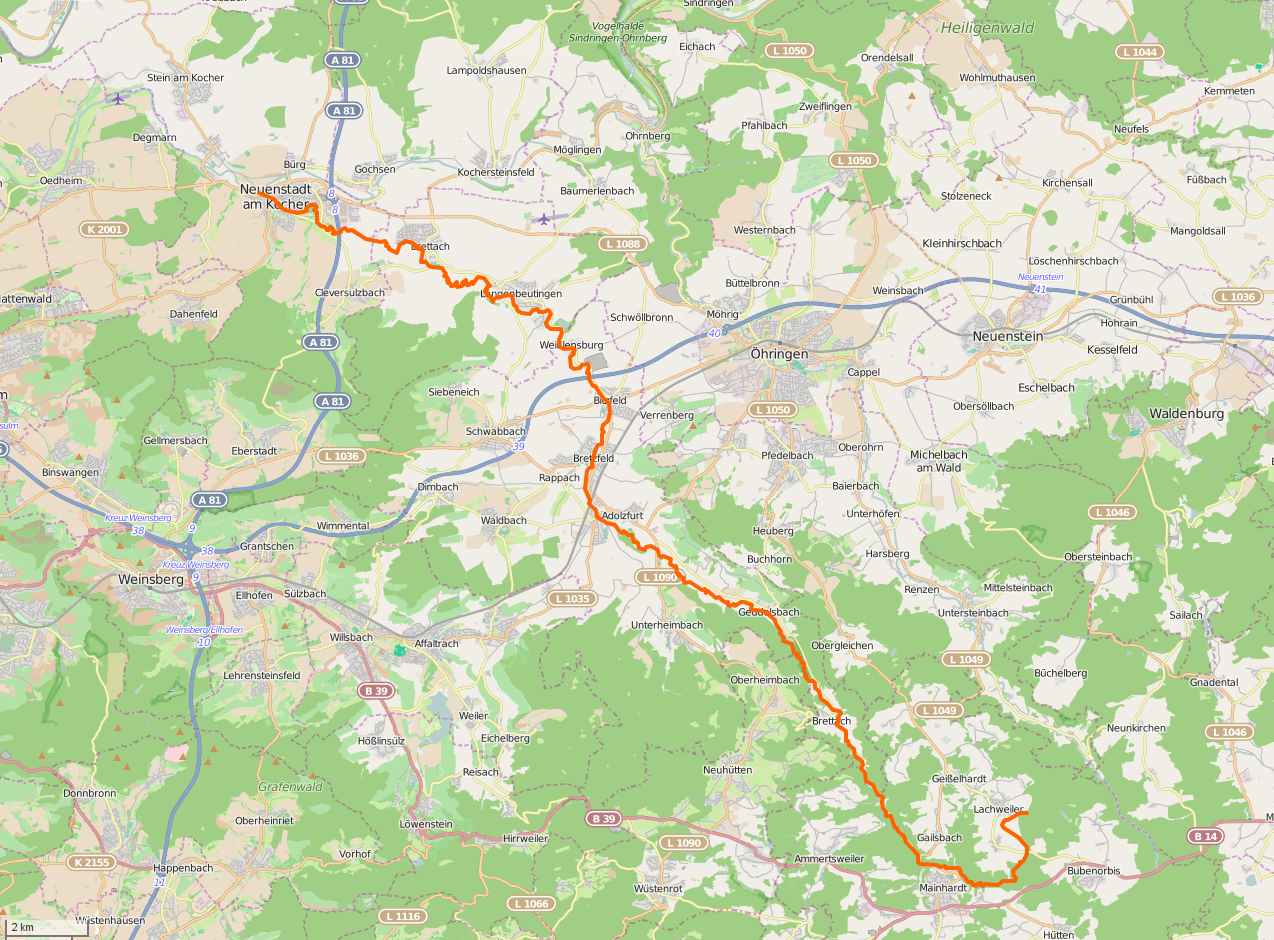
Lage und Verlauf der Brettach

Die Brettach ist ein über 40 Kilometer langer linker Nebenfluss des Kochers im nördlichen Baden-Württemberg im Landkreis Schwäbisch Hall, dem Hohenlohekreis und dem Landkreis Heilbronn. Nach dem Flüsschen wurde der mittelalterliche Brettachgau benannt.

## Name
Der Fluss taucht als Gauname erstmals im Jahr 787 in den mittelalterlichen Urkunden auf (Brethachgowe). Der Name setzt sich zusammen aus ahd. bret (Brett, aus Brettern Gefertigtes) und dem Hydronym -aha und wurde demnach nach einer Vorrichtung zur Lenkung des Wassers benannt. Denkbar wäre jedoch auch eine Umdeutung eines vorgermanischen Flussnamens *Breda.

## Geographie

### Flussverlauf

#### Ursprung beiMainhardt-Lachweiler und oberster Lauf
Die Brettach beginnt ihren Lauf auf der Stubensandstein-Hochfläche (Löwenstein-Formation) des Mainhardter Waldes, keinen Kilometer ostsüdöstlich des Mainhardter Ortsteils Lachweiler. Hier entsteht sie am Nordrand des Waldgewanns Lachweiler Weide nordöstlich des Flurhügels Schnorrbuckel. Diesen umfließt sie in einem Westbogen und zieht dann zunächst nach Süden, wobei ihr die ersten Zuflüsse aus dem ausgedehnten Waldgebiet zwischen Lachweiler und Bubenorbis zulaufen. Sie wird gequert von der K 2670, die diese beiden Teilorte von Mainhardt verbindet, und beginnt sich dann einzutiefen. Etwa zwei Kilometer unterhalb ihrer Quelle und inzwischen etwa 25 Meter unter den umgebenden Hügeln nimmt sie in ihrem oberen Waldtal den Krätenbach von links auf und fließt danach in dessen Richtung weiter nach Westen, nunmehr in der Mainhardt-Formation (Obere Bunte Mergel), für deren Typlokalität das Dorf Mainhardt namengebend war.

#### Vom Krätenbach bis zur Mainhardter Mittelmühle
Die Hänge werden nun steil, aus Klingen laufen einige kurze Bäche zu, nach weiteren zwei Kilometern mündet von rechts, aus der Gegend des Teilorts Geißelhardt im Norden kommend, bei zwei Seen der Benzenbach, längster ihrer Zuflüsse am Oberlauf. Ab hier etwa fließt sie in der Hassberge-Formation (Kieselsandstein), die in der Natur hier nicht mehr erkennbare Trasse des Obergermanisch-Raetischen Limes quert das Tal, dessen schmale Aue und dessen flacherer linker Hang vom Dorf Mainhardt herunter nun waldfrei sind. Sie passiert die ersten zwei kleinen Siedlungsplätze, die Mainhardter Vorder- sowie an einer Seitentalmündung aus Süden die Mittelmühle. Hier erreicht die Steige der L 1050 von Mainhardt herunter den Talgrund und erklimmt danach den rechten Hang. Die im Tal davon abzweigende K 2582 folgt dann dem Fluss weiter hinab erst bis an die Kreis- und Gemeindegrenze nach der Laukenmühle, danach als K 2345 weiter bis an den Mittellauf.

#### Von der Mittelmühle bisGeddelsbach

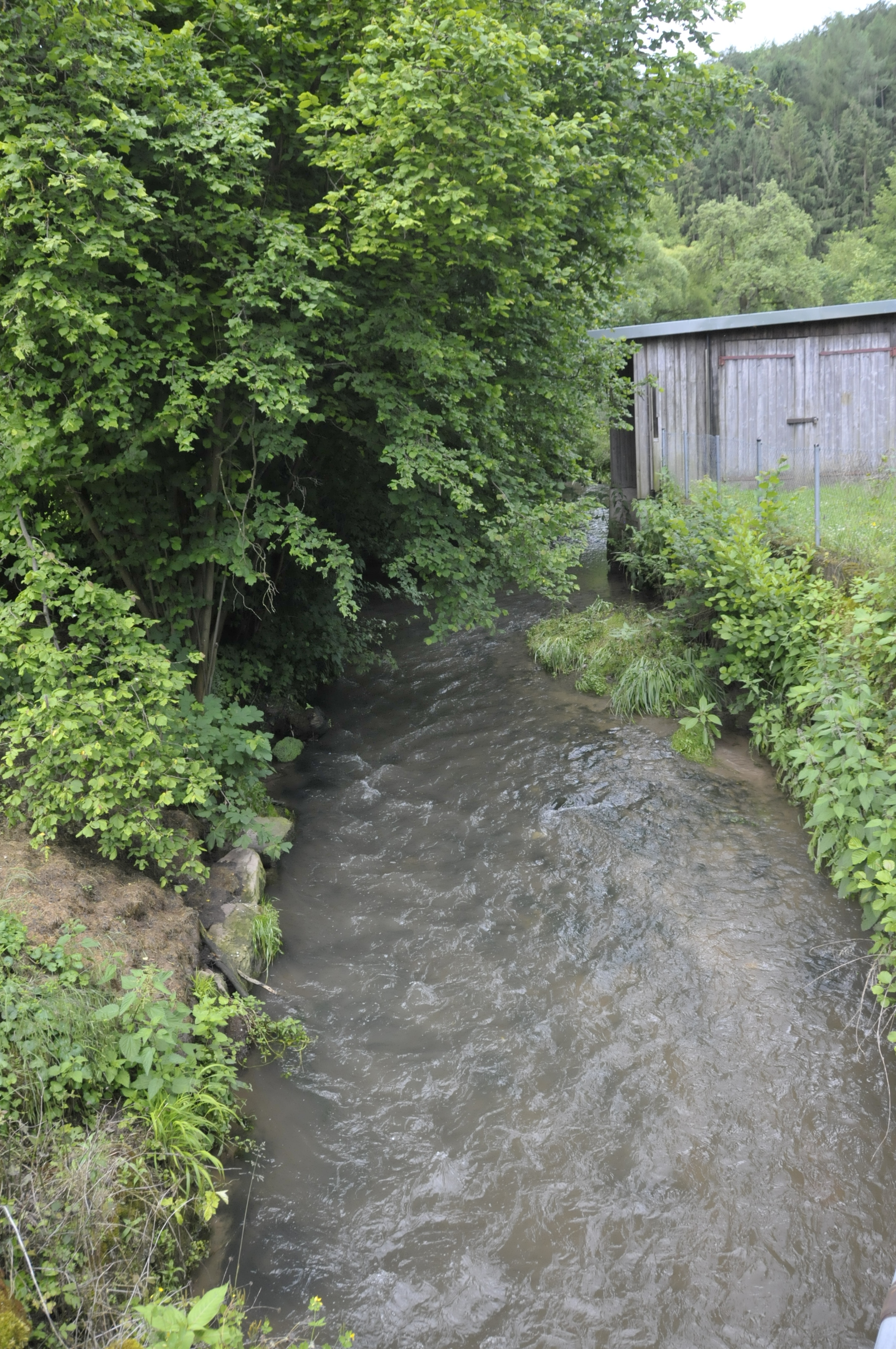
Die Brettach in Geddelsbach

Unter der Mittelmühle kehrt sich die Brettach nach Nordwesten und zieht durch ein sehr gerades, bewaldetes Kerbtal, bald in der lehmigen Steigerwald-Formation (Untere Bunte Mergel). Die Talstraße verläuft hier rechts am Hang merklich über dem Fluss, weil der schmale Talgrund ihr keinen Platz lässt. Die sehr symmetrisch ausgebildeten beidseitigen Zuläufe bilden in der Folge eine Kette von auffälligen Talspinnen, in deren Abfolge sich das Tal langsam aufweitet. Die erste größere liegt an der Mainhardter Laukenmühle, wo erstmals wieder freie Flur seinen Grund bedeckt. Von diesem Siedlungsplatz an bis zum Austritt des Tals aus dem Mainhardter Wald sind von den oberen Hängen immer wieder Teile abgerutscht, oft bis in den Auenbereich, der sich nach dem Eintritt des Gewässers in die Grabfeld-Formation (Gipskeuper) etwa am Zulauf von Streubach und Rohrholzbächle ausbildet und mehr und mehr verbreitert. Inzwischen auf Bretzfelder Flur, erreicht der Fluss in einer weiteren Talspinne den Weiler Brettach – am Unterlauf gibt es ein Dorf mit gleichem Namen –, der von einer über einen Quadratkilometer großen Rodungsinsel umgeben ist, die sich beidseits bis wenigstens an die mittleren Hänge hochzieht. Vielerorts bedecken hier Obstbaumwiesen die Hänge; der Obstanbau ist auch weiter talab eine wichtige Sparte der Landwirtschaft. Am linken Hang über dem Weiler steht auf einem Sporn Maienfels mit seiner Burg über dem Tal, das nur über ein sehr steiles und enges Steigensträßchen von unten aus zu erreichen ist. Nach einem letzten, die Aue ausfüllenden Wald unterhalb, in dem die Gemeindegrenze von Wüstenrot bis ans linke Ufer reicht, tritt die Brettach ins Gebiet der offenen Flur ab Geddelsbach ein und dreht im Bereich des Dorfes nach Westnordwesten; am rechten Hang zeigen sich hier die ersten Weinberge.

#### Von Geddelsbach bisScheppach
Ab Geddelsbach fließt die Brettach in engen Flussmäandern in ihrer stetig breiter werdenden Aue. Den rechten, inzwischen etwa 150 m hohen Brettachhang bedecken zunächst großflächig Weingärten, nur an seiner oberen Kante und in den Mulden kleiner Hangbäche sieht man noch Wald. Der linke, bald schon deutlich niedrigere Hang dagegen ist zunächst noch ganz bewaldet. Um den Weiler Bretzfeld-Hälden rechts auf halber Höhe lösen dann mehr und mehr Obstgärten und Hangwiesen die flurbereinigte Reblandschaft ab. Etwas weiter talab bei Wiesental mündet von links der Bernbach, ihr mit über acht Kilometern längster Nebenfluss überhaupt. Er läuft, ebenso wie der etwa zweieinhalb Kilometer weiter talab bei den in die Fläche gewachsenen Dörfern Bretzfeld und Adolzfurt ebenfalls aus Süden zufließende Gabelbach, aus vielen Klingen im großen Waldgebiet zwischen Eschenau im Westen und dem Steinknickle bei Neuhütten im Osten zusammen. Nun lässt die Brettach die Berge des Mainhardter Waldes ganz hinter sich und tritt in die Lösshügellandschaft in deren Vorfeld ein. Talstraße ist inzwischen die L 1090.

#### Von Scheppach bisBitzfeld
Nach Scheppach läuft die Brettach ohne Schlingen weiter, dreht auf Nordkurs, nimmt von links den Schwabbach auf und fließt dann zwischen dem Altort von Bretzfeld rechts und seinem großen Neubaugebiet links hindurch, die beide die Aue meiden und im Bereich des unteren Hügelanstiegs liegen. Unterhalb beginnt der Flusslauf wieder zu mäandrieren, und das Tal wird bis zum Ortsrand von Bitzfeld wieder recht eng.

#### VonBitzfeldbisLangenbeutingen
In Bitzfeld wendet sich der Fluss wieder nach Nordwesten und wird bald von der Brettachtalbrücke der A 6 überspannt. Hier läuft er nun, zwischen den Prallhängen auf beiden Seiten pendelnd, in einem wieder sehr engen Mäandertal im Oberen Muschelkalk, den einige zumeist schon eingestellte Steinbrüche an der rechten Talseite aufschließen. Der erste und größte liegt gleich jenseits der Autobahnbrücke; unterhalb von Weißlensburg folgt ein weiterer, dessen Grube heute ein 3,5 ha großer Weiher ausfüllt. Nach einer weiteren Doppelschlinge von Tal und Fluss, der hierbei den Weiler Neudeck berührt, erster Siedlungsplatz der Gemeinde Langenbrettach am Ufer, erreicht der Fluss den oberen Ortsrand des alten Straßendorfes Langenbeutingen, das auf den folgenden etwa anderthalb Kilometern am Hügelfuß rechts der Brettach liegt. Deren Aue verbreitert sich ab nun dauerhaft, und sie zieht von hier an bis zur Mündung nach Westnordwesten.

#### Unterlauf von Langenbeutingen bisNeuenstadt am Kocher

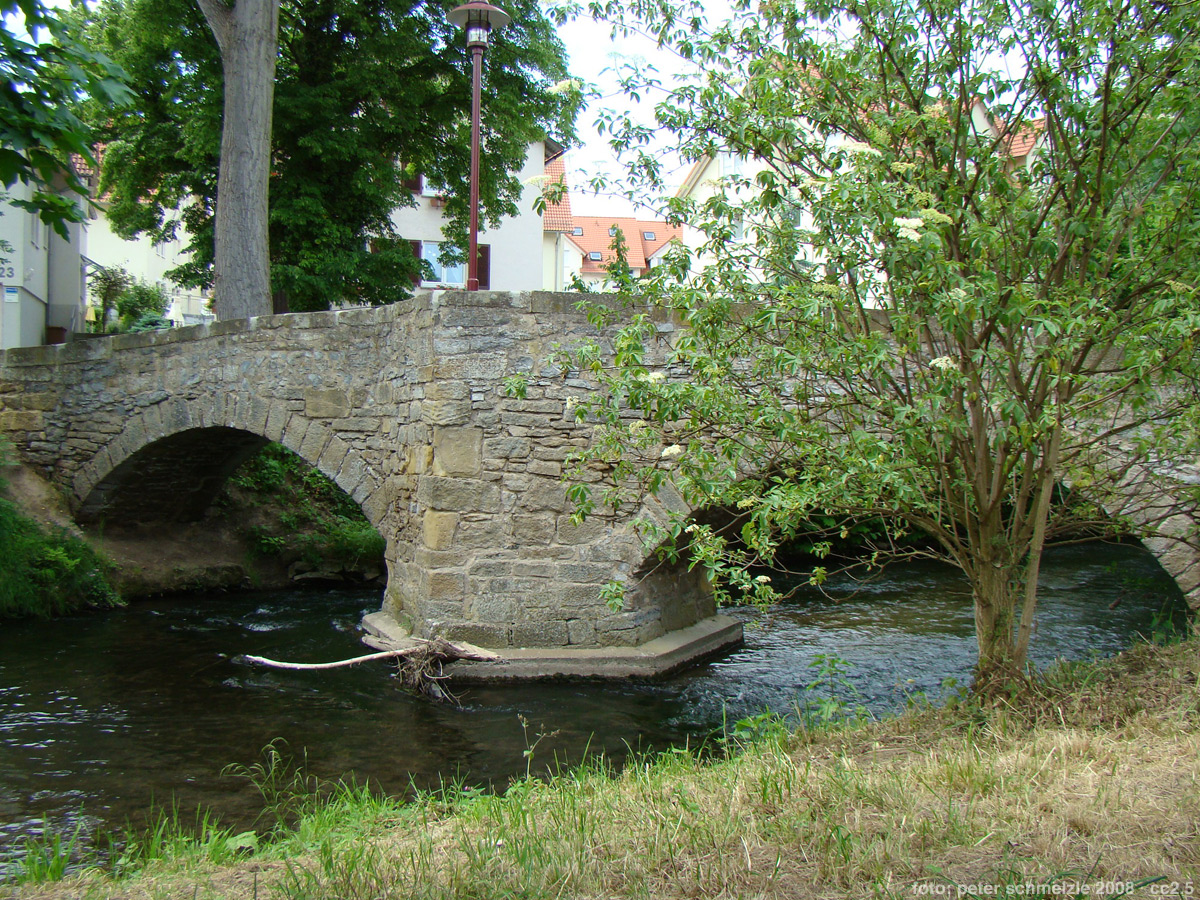
Historische Steinbrücke über die Brettach in Neuenstadt am Kocher kurz nach dem Zufluss des Dahenbachs

In Langenbeutingen hat die Brettach nur noch einen Abstand von unter 3 km zum weiter im Norden verlaufenden Kocher, zu dem sie ab jetzt in sehr spitzem Winkel strebt. Deshalb und weil zwischen beiden zunächst auch noch der Kocherzufluss Riedbach zieht, münden auf der Reststrecke an leidlich langen Zuflüssen von rechts nur noch unmittelbar nach dem Dorf das Seebächle und der Landgraben, während es an bedeutenderen linken nicht fehlt. Der erste ist der Tabach, der fast noch gegenüber dem Landgraben mündet. Der Fluss zieht nun in seiner breiten Aue in kleinräumigen Mäandern meist zwischen Uferdämmen dahin, auch die Talmulde selbst zeigt zuweilen Schlingen. In einer der nordöstlichen passiert er das auf dem rechten Hang liegende lLangenbrettacher Dorf Brettach – gleichen Namens wie der Bretzfelder Weiler am Oberlauf –, danach tritt er aufs Gebiet der Stadt Neuenstadt am Kocher über, wo ihm gleich im Schatten der in 33 m Höhe das Tal querenden Brettachtalbrücke der A 81 von links der von Cleversulzbach kommende Sulzbach zuläuft. Danach mündet von links am Beginn einer zweiten Nordostschlinge des Tals unter der Ruine des Helmbunder Kirchles der Limbach, worauf die Brettach in den Siedlungsbereich von Neuenstadt am Kocher eintritt. In der Stadt erreicht sie, eben noch vor der auf dem spitzen Mündungssporn gebauten Altstadt von Neuenstadt, ihr letzter Zufluss Dahenbach von links, ehe sie an deren Westspitze nach einem Lauf von insgesamt 42,0 km auf 160 m ü. NHN von links in den Unterlauf des Kochers mündet.

### Zuflüsse
Tabelle der nach Länge oder Einzugsgebiet 10 größten direkten Zuflüsse.
| Name       | GKZ       | Seite  | Stat. km | Länge km | EZG km² | Mündung Ort                               | m ü. NHN | Ursprung Ort                                         | m ü. NHN | Bemerkung                                          |
| ---------- | --------- | ------ | -------- | -------- | ------- | ----------------------------------------- | -------- | ---------------------------------------------------- | -------- | -------------------------------------------------- |
| Benzenbach | 23868-200 | rechts | 36,0     | 03,5     | 003,7   | ⊙ vor Mainhardt-Vordermühle               | 404      | ⊙ westlich von Mainhardt-Dürrnast am Kibitzensee     | 476      | Strang Kibitzenseebach → Benzenbach                |
| Bernbach   | 23868-400 | links  | 22,2     | 09,1     | 017,9   | ⊙ bei Bretzfeld-Wiesental                 | 225      | ⊙ westlich von Wüstenrot-Horkenbrück am Horkenberg   | 470      |                                                    |
| Gabelbach  | 23868-520 | links  | 19,8     | 07,0     | 009,4   | ⊙ in Bretzfeld-Scheppach                  | 211      | ⊙ südwestlich von Obersulm-Waldhof                   | 383      |                                                    |
| Eschelbach | 23868-540 | links  | 19,8     | 02,0     | 003,1   | ⊙ in Bretzfeld-Scheppach                  | 210      | ⊙ bei Obersulm-Wieslensdorf                          | 236      |                                                    |
| Schwabbach | 23868-600 | links  | 18,3     | 05,6     | 021,6   | ⊙ in Bretzfeld                            | 207      | ⊙ westlich von Bretzfeld-Dimbach                     | 273      | Strang Dimbach → Schwabbach                        |
| Lindelbach | 23868-720 | rechts | 17,5     | 03,0     | 002,3   | ⊙ in Bretzfeld                            | 204      | ⊙ nördlich von Pfedelbach-Stöckig                    | 290      |                                                    |
| Verrenbach | 23868-734 | rechts | 16,2     | 02,6     | 003,4   | ⊙ in Bretzfeld-Bitzfeld                   | 202      | ⊙ Nordfuß des Verrenbergs bei Öhringen-Verrenberg    | 251      | Strang mit rechtem Oberlauf durch die Nonnenklinge |
| Hapbach    | 23868-740 | rechts | 15,1     | 03,0     | 003,6   | ⊙ nach Bretzfeld-Bitzfeld                 | 199      | ⊙ am Gewerbegebiet Flürle von Öhringen an der L 1036 | 243      |                                                    |
| Tabach     | 23868-780 | links  | 08,9     | 03,2     | 004,3   | ⊙ westlich Langenbrettach-Langenbeutingen | 181      | ⊙ Langenbrettacher Waldgewann Hahnensteigle          | 275      |                                                    |
| Sulzbach   | 23868-800 | links  | 03,2     | 05,8     | 009,7   | ⊙ Brettachtalbrücke der A 81              | 168      | ⊙ nordöstlich von Eberstadt-Hölzern                  | 262      |                                                    |
| Limbach    | 23868-920 | links  | 02,2     | 03,8     | 002,7   | ⊙ Neuenstadt am Kocher-Helmbunder Kirchle | 166      | ⊙ nordöstlich unter der Bergebene                    | 255      |                                                    |
| Dahenbach  | 23868-940 | links  | 00,7     | 04,9     | 008,1   | ⊙ in Neuenstadt am Kocher                 | 164      | ⊙ bei Neckarsulm-Dahenfeld                           | 230      | Strang Brunnenwiesenbach → Dahenbach               |
| Brettach   | 23868     | n. a.  | 0,0      | 42,0     | 153,5   | ⊙ in Neuenstadt am Kocher                 | 160      | ⊙ bei Mainhardt-Lachweiler                           | 486      |                                                    |

### Orte am Lauf
Orte und Wohnplätze an der Brettach mit ihren Gemeinde- und Kreiszugehörigkeiten, von der Quelle zur Mündung. Nur die Einträge tiefster Schachtelungsstufe liegen am Flussufer.
Landkreis Schwäbisch Hall
- Gemeinde Mainhardt
  - Vordermühle (Wohnplatz, rechts)
  - Mittelmühle (Wohnplatz, links)
  - Laukenmühle (Wohnplatz, links)

Hohenlohekreis
- Gemeinde Bretzfeld
  - Brettach (Weiler am Oberlauf, links)

Landkreis Heilbronn
- Gemeinde Wüstenrot
  - (ohne Orte am Lauf, kurzzeitig linker Gebietsanrainer gegenüber dem Bretzfelder Gebiet)[7]

Hohenlohekreis
- Gemeinde Bretzfeld
  - Geddelsbach (Weiler, größtenteils rechts)
  - Wiesental (Einzelhaus von Adolzfurt, links)
  - Scheppach (Dorf, links)
  - Adolzfurt (Dorf, gegenüber dem vorigen, rechts)
  - Bretzfeld (Dorf, Hauptort)
  - Bitzfeld (Dorf)
  - Weißlensburg (Weiler)

Landkreis Heilbronn
- Gemeinde Langenbrettach
  - Neudeck (Weiler)
  - Langenbeutingen (Dorf, rechts)
  - Brettach (Dorf am Unterlauf, rechts)
- Stadt Neuenstadt am Kocher
  - Helmbund (Wüstung mit Kirchenruine, links)
  - Neuenstadt am Kocher (Hauptort)

## Hochwasserschutz
Entlang der Brettach ist es in den vergangenen Jahrzehnten immer wieder zu erheblichen Hochwasserschäden gekommen. Zur Eindämmung der Hochwassergefahr wurde ein Hochwasserschutzkonzept für den Lauf der Brettach erarbeitet. Dieser Schutz sieht insgesamt zwölf Hochwasserrückhaltebecken im Tal vor. Zwei vorhandene Becken am Lindelbach in Bretzfeld übernahm der Wasserverband Neuenstadter Brettach 1988 von der Gemeinde Bretzfeld, zwei weitere oberhalb von Adolzfurt wurden ab 2004 erbaut, ein fünftes (ebenfalls oberhalb von Adolzfurt) ist seit Sommer 2008 im Bau, ein sechstes bei Eschelbach soll ab Frühjahr 2009 errichtet werden.

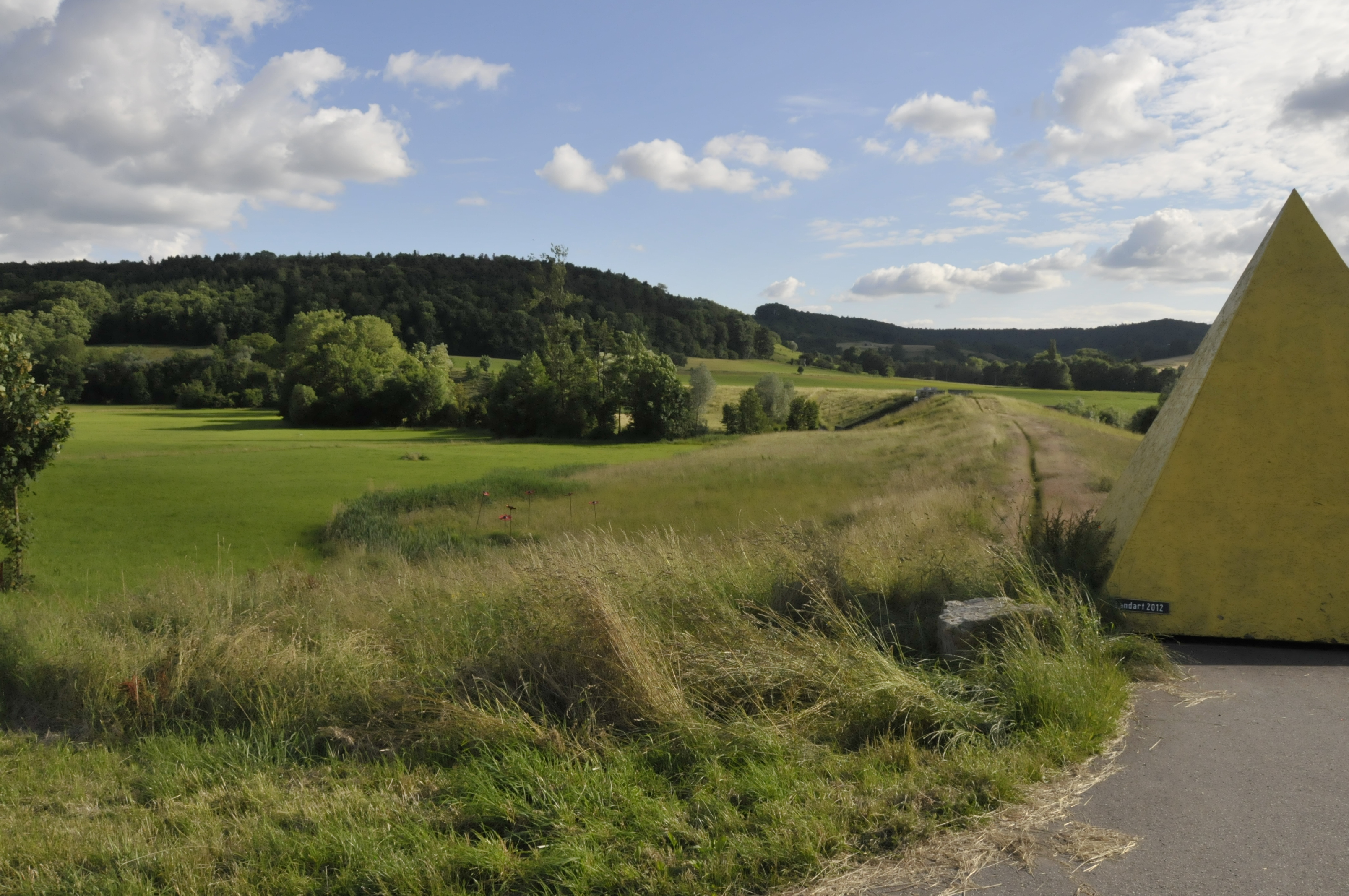
Vorletztes Rückhaltebecken, etwa 300 m vor Adolzfurt

Beim Hochwasserrückhaltebecken A1, das 600 m oberhalb von Adolzfurt gelegen ist, beginnt der Einstau in den Rückhalteraum durch geeignete Konstruktion des Durchlassbauwerks erst, wenn die Brettach über 2,5 m³ pro Sekunde führt. Sinkt der Zufluss darunter, entleert sich der Rückhalteraum wieder. Nur bei einem so genannten 50-jährigen oder noch schlimmeren Hochwasserereignis werden die gesamten 22 ha an vorgesehenen Stauflächen überflutet. In der hochwasserfreien Zeit können die landwirtschaftlichen Flächen im Stauraum wie bisher genutzt werden. Durch Hochwasser verursachte Schäden an Grundstücken und Pflanzen in den Stauräumen werden vom Zweckverband entschädigt.
Zur Hochwasserentlastung des Rückhaltebeckens selbst dient eine überströmbare Dammscharte von 200 Meter Länge im nördlich der Brettach gelegenen Dammabschnitt. Diese kann bei Extremereignissen circa 138 Kubikmeter Abfluss pro Sekunde bei dann immer noch 1,4 m Freibord abführen.
Daten
Einzugsgebiet 57,8 km²

Gewöhnlicher Hochwasserrückhalteraum 427.000 m³

Einstaufläche bei HQ50 22 ha

Dammkronenlänge 440 m

Maximale Dammhöhe über Talsohle 6,5 m

Dammvolumen 37.000 m³

## Umwelt

### Flora
Am Oberlauf der Brettach sind die Hänge größtenteils bewaldet. Ab dem Ort Brettach fließt die Brettach entlang von Wiesen und Feldern. Die Hänge sind teils bewaldet oder als Weinberge angelegt. Aus dem Langenbrettacher Ortsteil Brettach stammt der Brettacher Gewürzapfel.

### Fauna
Die Brettach mit ihrem Tal ist ein Lebensraum für viele Tierarten. So kommen an Gliederfüßern u. a. Laufkäfer, Steinfliegen, Gebänderte Pracht-, Federlibelle und Blaugrüne Mosaikjungfer, Edel-, Stein- und Dohlenkrebs vor. An Vogelarten trifft man Wasseramsel, Eisvogel und Gebirgsstelze an. Die Kleinsäuger werden durch Biber, Fischotter, Bisam- und Wanderratte sowie Spitz- und Fledermausarten, die Reptilien und Amphibien durch Ringel- und Würfelnatter bzw. Salamander und Molch und die Fische durch Bach- und Regenbogenforelle, Groppe und Neunauge vertreten.

## Sehenswürdigkeiten
- Burg Maienfels im Wüstenroter Ortsteil Maienfels, oberhalb des Brettachtales bei Bretzfeld-Brettach.
- Landart Bretzfeld 2012, Kunst am Brettachtal – Radweg. Zwischen der Bürgerwiese in Bretzfeld, der ehemaligen Pulvermühle in Adolzfurt und der Talaue in Richtung Geddelsbach wurde das Kunstprojekt Landart Bretzfeld 2012 installiert.[11]

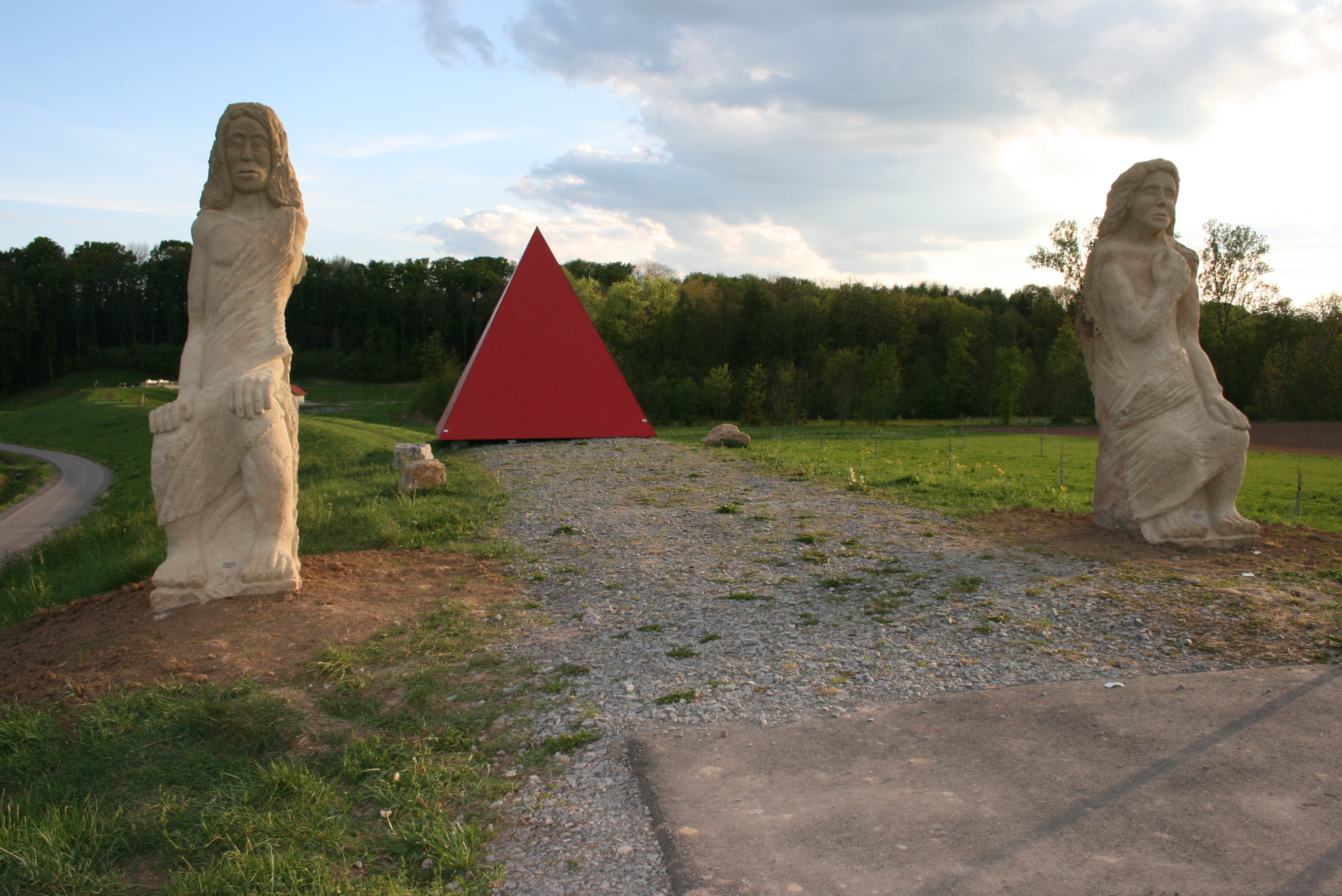
Ägyptische Pyramide, karminrot, von Hans A. Graef und die Zwei Riesen von Wolfgang Steck
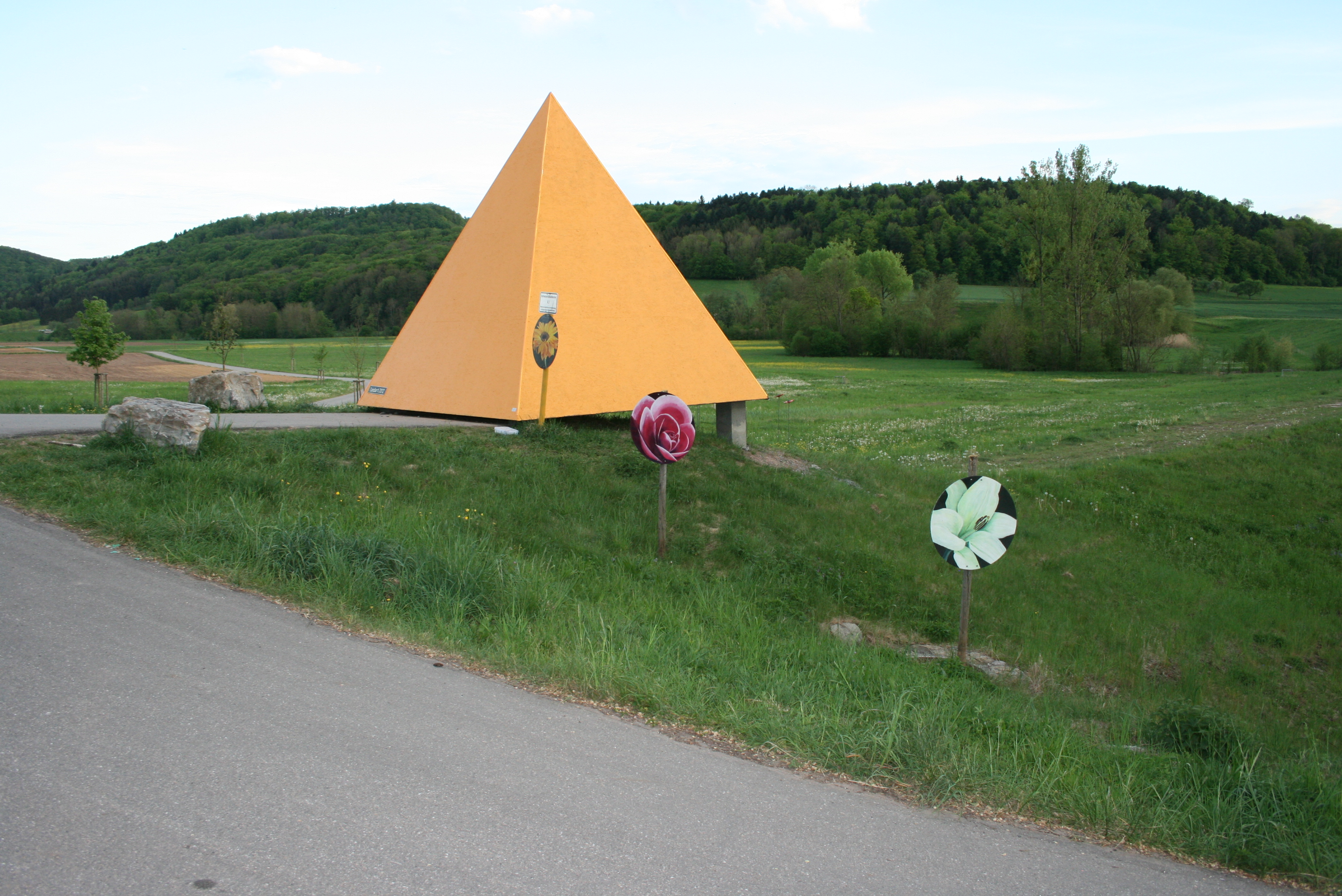
Ägyptische Pyramide, sonnengelb, von Hans A. Graef
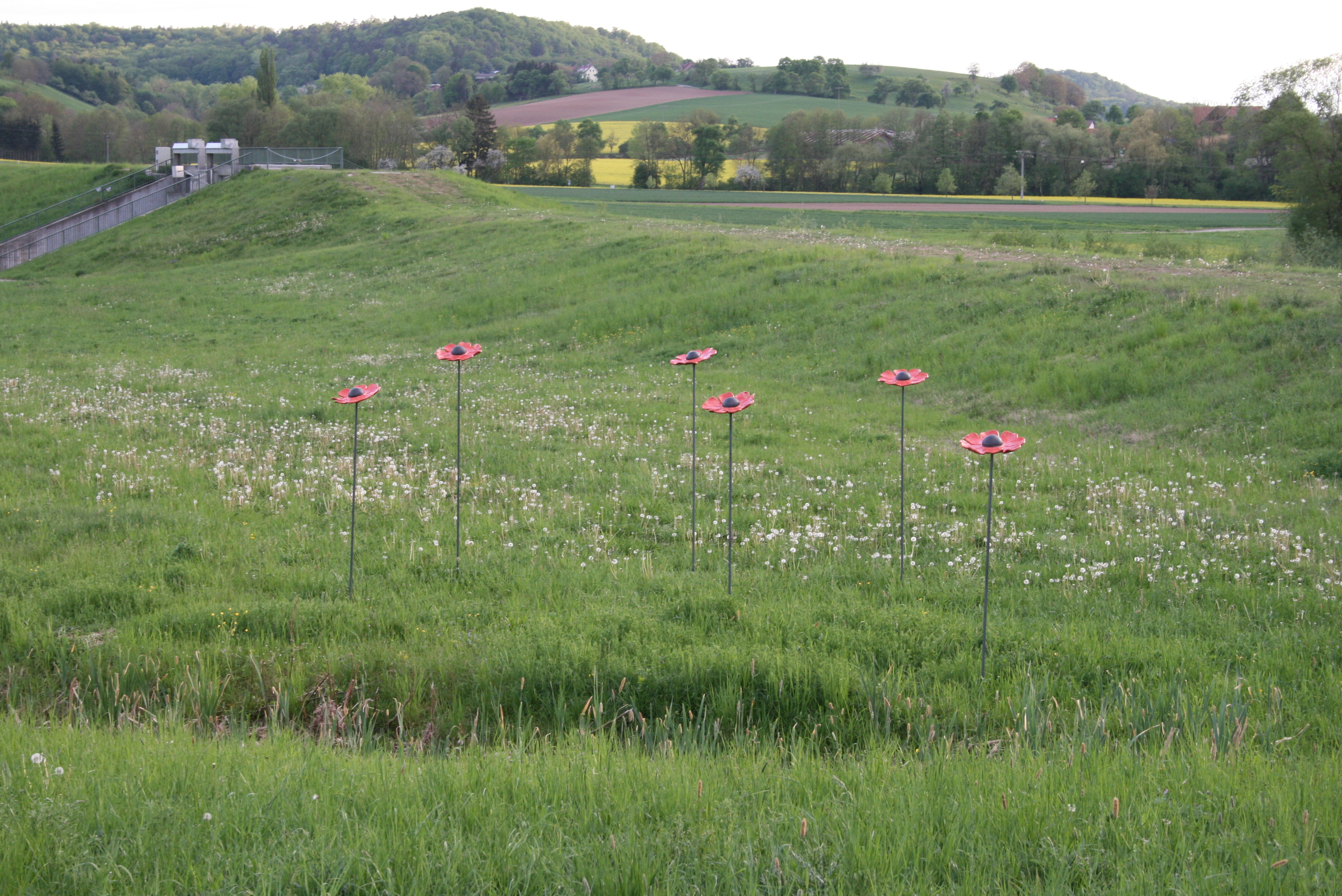
Blumenwiese von Elfriede Schwaderer

- Neuenstadter Schloss

## Bildergalerie

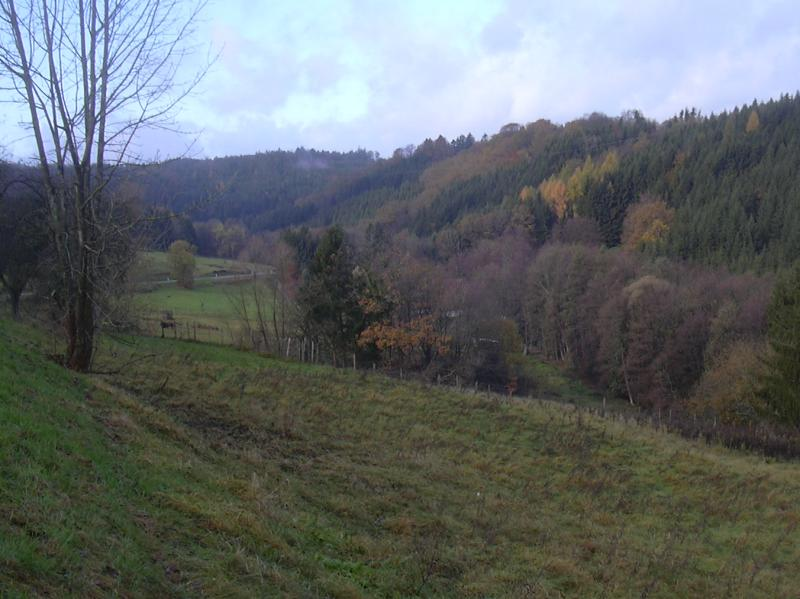
Oberes Brettachtal bei Mainhardt
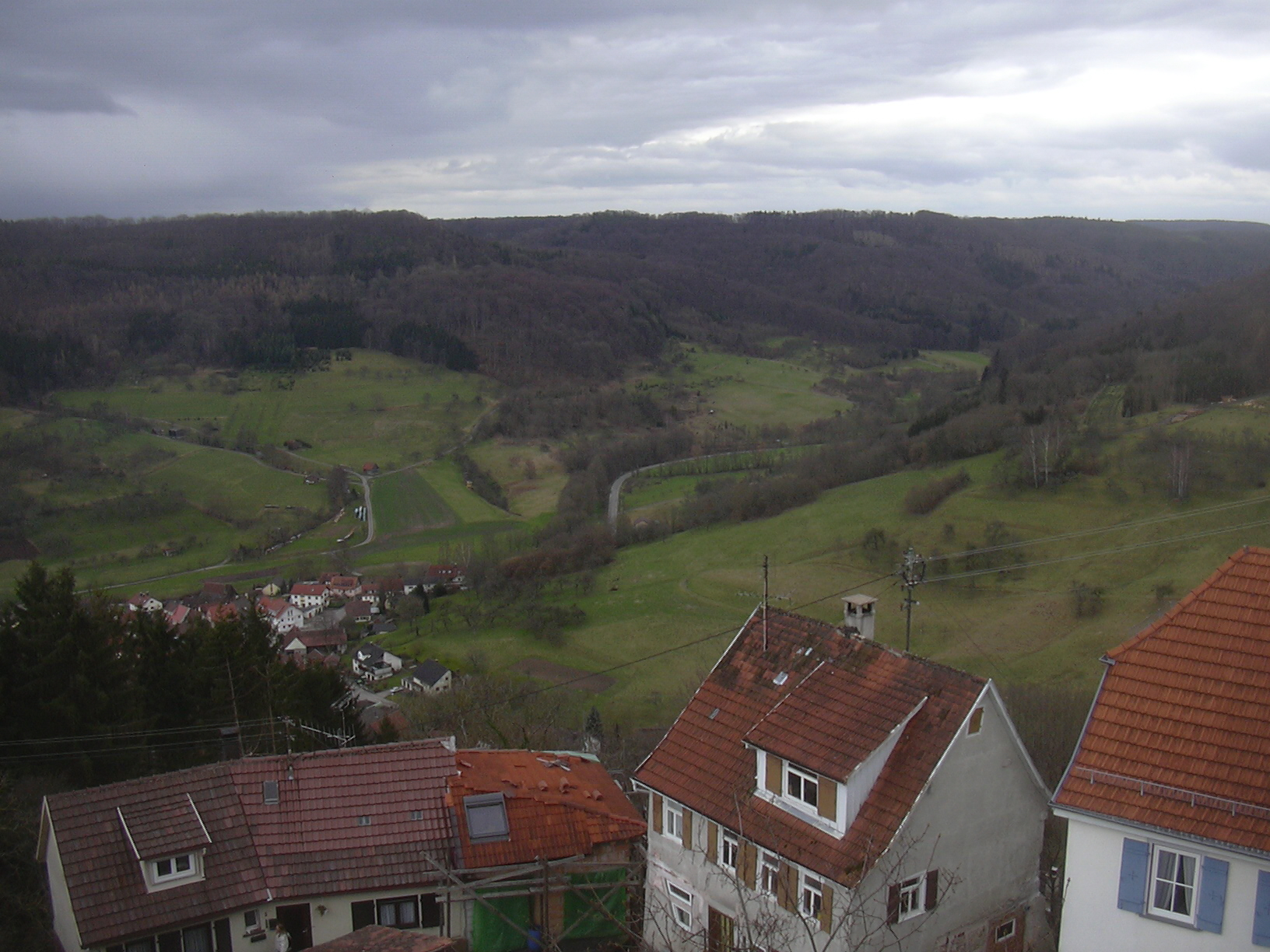
Aussicht ins Brettachtal von Maienfels
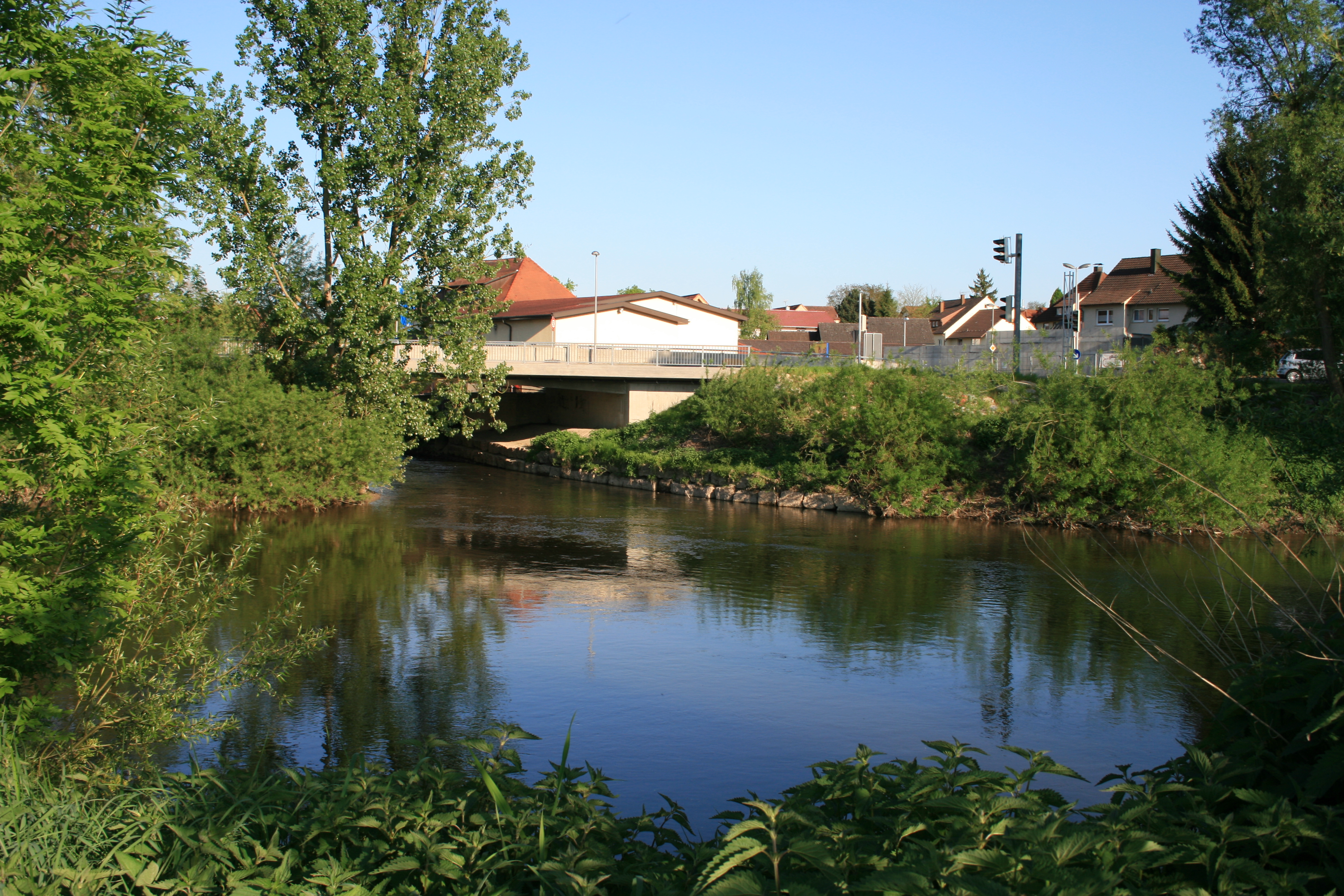
Die 2008 neugestaltete Brettachmündung in Neuenstadt am Kocher
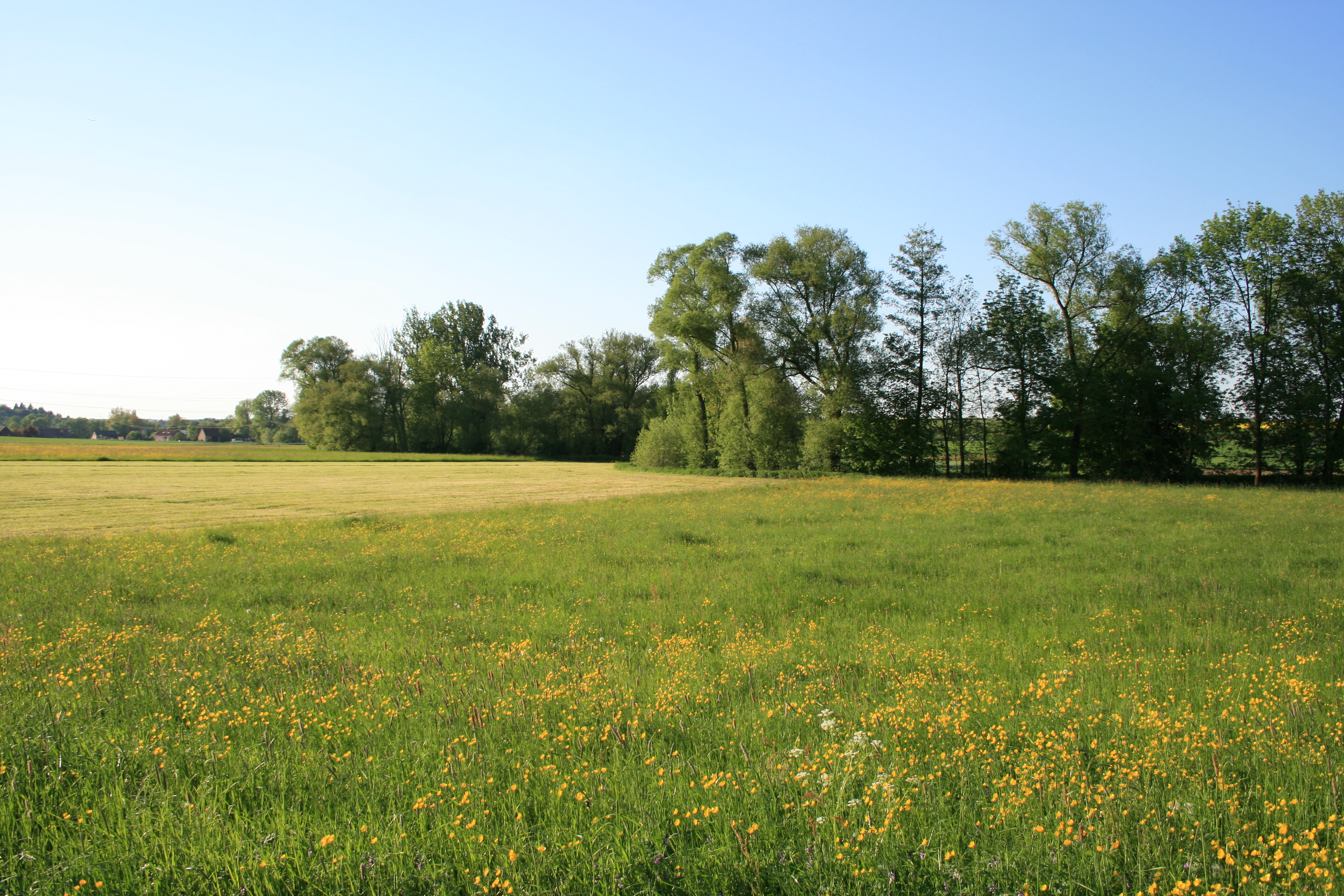
Das untere Brettachtal bei Langenbeutingen mit Wiesenmäandern
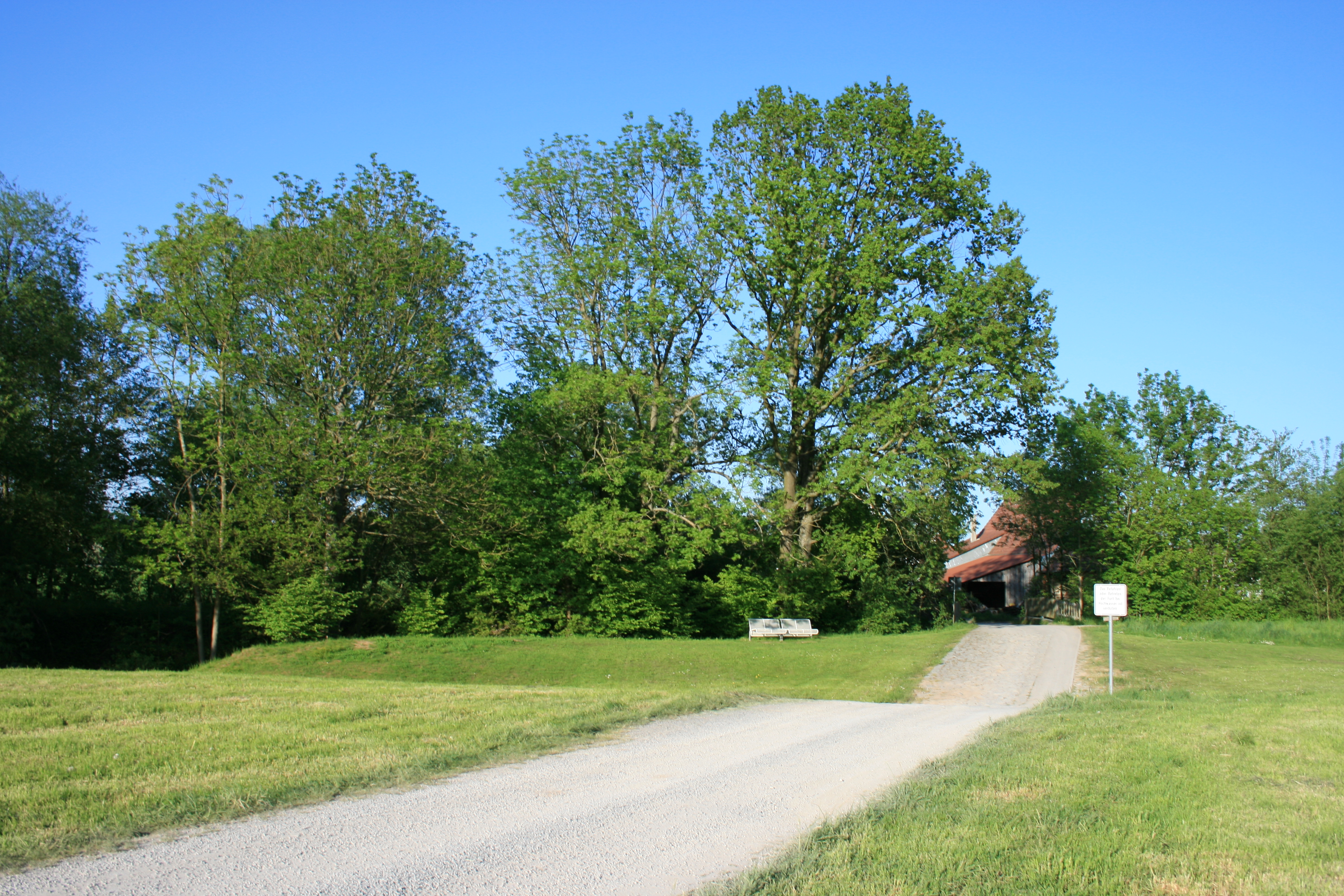
Die Hochwasserfurt bei Langenbeutingen